# Zervochóri
Zervochóri är en ort i Grekland.   Den ligger i prefekturen Thesprotia och regionen Epirus, i den västra delen av landet, 300 km nordväst om huvudstaden Aten. Zervochóri ligger 307 meter över havet och antalet invånare är 221.
Terrängen runt Zervochóri är bergig åt nordost, men åt sydväst är den kuperad. Runt Zervochóri är det glesbefolkat, med 8 invånare per kvadratkilometer. Närmaste större samhälle är Paramythiá, 7,4 km nordväst om Zervochóri. Trakten runt Zervochóri består till största delen av jordbruksmark.